# Нюпорт (Південна Голландія)
Нюпорт (нід. Nieuwpoort) — місто в нідерландській провінції Південна Голландія. Входить до муніципалітету Моленланден. Його населення станом на 1 jan 2004 рік складало 1394 осіб.
Міські права отримало 1283 року. До 1986 року мало статус окремого муніципалітету.

## Галерея

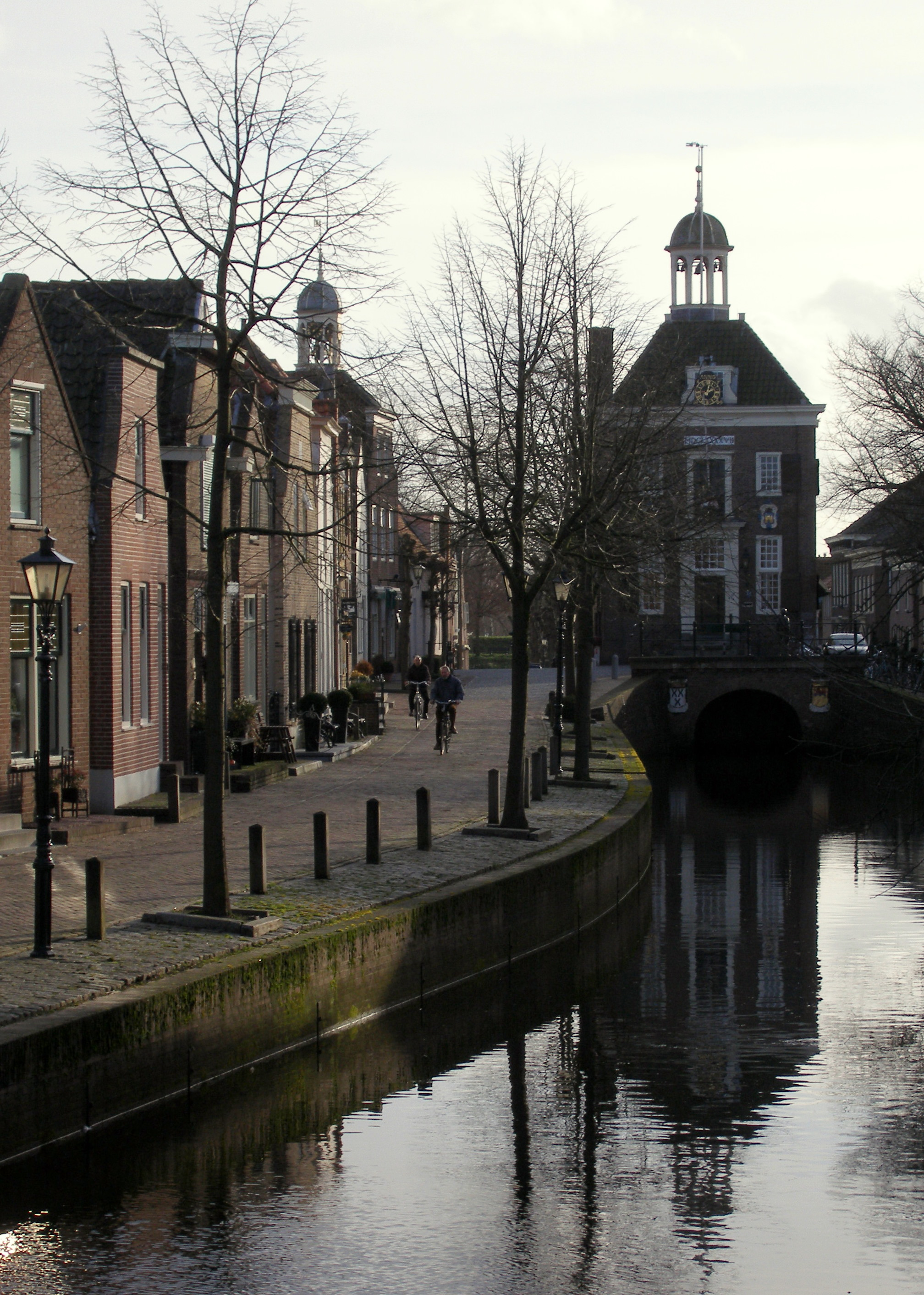
Будівля колишньої мерії (1697)